# Elsdorf (Rhénanie-du-Nord-Westphalie)
Pour les articles homonymes, voir Elsdorf.
Elsdorf est une ville de Rhénanie-du-Nord-Westphalie (Allemagne), située dans l'arrondissement de Rhin-Erft, dans le district de Cologne, dans le Landschaftsverband de Rhénanie.

## Politique et administration

### Jumelages
- Bully-les-Mines (France)
- Aix-Noulette (France)